# Trojanka (rzeka)
Trojanka – rzeka, prawy dopływ Warty, płynąca przez Park Krajobrazowy Puszcza Zielonka i wsie Zielonka, Głęboczek, Głębocko, Trojanowo, Przebędowo, miasto Murowana Goślina, Raduszyn, Mściszewo do Warty w pobliżu wsi Mściszewo.
Znaczny obszar zlewni położony jest na obrzeżu Puszczy Zielonki. Dopływami Trojanki są: Goślinka (lewy dopływ Trojanki, do której wpada w km 5+525), Hutka, Kanał Kąty (prawy dopływ Trojanki, do której wpada w km 9+425), Kanał Wojnowski (prawy dopływ Trojanki, do której wpada w km 10+125). W rynnie polodowcowej w części centralnej Parku Krajobrazowego Puszcza Zielonka znajdują się trzy jeziora połączone rowem - Jezioro Czarne, Pławno, Jezioro Kamińskie, tworząc zlewnię bezodpływową. Przekopane połączenie w postaci rowu z Jezioro Bolechowskie zostało przerwane. Z jeziora Bolechowo woda odprowadzana jest rowem w kierunku północnym do Goślinka. Trojanka, Goślinka i rów Potasze prowadzą wodę przez cały rok; pozostałe cieki - okresowo.